# Philip Kaufman
Pour les articles homonymes, voir Kaufman.
Philip Kaufman est un réalisateur, scénariste et producteur américain, né le 23 octobre 1936 à Chicago.

## Filmographie

### Comme réalisateur
- 1964 : Goldstein
- 1967 : Fearless Frank
- 1972 : La Légende de Jesse James (The Great Northfield Minnesota Raid)
- 1974 : The White Dawn
- 1978 : L'Invasion des profanateurs (Invasion of the Body Snatchers)
- 1979 : Les Seigneurs (The Wanderers)
- 1983 : L'Étoffe des héros (The Right Stuff)
- 1988 : L'Insoutenable Légèreté de l'être (The Unbearable Lightness of Being)
- 1990 : Henry et June (Henry and June)
- 1993 : Soleil levant (Rising Sun)
- 2000 : Quills, la plume et le sang (Quills)
- 2004 : Instincts meurtriers (Twisted)
- 2012 : Hemingway and Gellhorn (téléfilm)

### Comme scénariste
- 1965 : Goldstein de lui-même
- 1967 : Fearless Frank de lui-même
- 1972 : La Légende de Jesse James (The Great Northfield Minnesota Raid) de lui-même
- 1976 : Josey Wales hors-la-loi (The Outlaw Josey Wales) de Clint Eastwood
- 1979 : Les Seigneurs (The Wanderers) de lui-même
- 1981 : Les Aventuriers de l'arche perdue (Indiana Jones and the Raiders of the Lost Ark) de Steven Spielberg
- 1983 : L'Étoffe des héros (The Right Stuff) de lui-même
- 1988 : L'Insoutenable Légèreté de l'être (The Unbearable Lightness of Being) de lui-même
- 1990 : Henry et June (Henry and June) de lui-même
- 1993 : Soleil levant (Rising Sun) de lui-même

### Comme producteur
- 1965 : Goldstein de lui-même
- 1967 : Fearless Frank de lui-même
- 1973 : Howzer
- 1994 : China: The Wild East

### Comme acteur
- 1978 : L'Invasion des profanateurs (Invasion of the Body Snatchers) de lui-même : un officiel de la ville (voix)

## Distinctions
- Saturn Awards 1979 : meilleur réalisateur pour L'Invasion des profanateurs